# Pingding
Pingding (en chino:平定县, pinyin:Píngdìng xiàn) es un condado bajo la administración directa de la ciudad-prefectura de Yangquan. Se ubica al  norte de la provincia de Shanxi, este de la República Popular China. Su área es de 1350 km² y su población total para 2010 fue de +300 mil habitantes. 
La ciudad se establece en el periodo de los Reinos combatientes y fue llamada Shanaiyi (上艾邑), su nombre actual lo recibió en el año 979 bajo el mandato de Zhao (趙) de la Dinastía Song. 

## Administración
El condado de Pingding se divide en 10 pueblos que se administran en 8 poblados y 2 villas.